# Бриггз, Ронни
Уильям Роналд Бриггз (англ. William Ronald Briggs; 29 марта 1943, Белфаст — 28 августа 2008, Бристоль), более известный как Ронни Бриггз (англ. Ronnie Briggs) — североирландский футболист, вратарь.

## Клубная карьера
Уроженец Белфаста, Бриггз был замечен скаутами английского клуба «Манчестер Юнайтед» ещё в возрасте 15 лет во время выступлений за школьную сборную Северной Ирландии и за клуб «Бойленд Ют». 9 августа 1958 года он подписал любительский контракт с клубом и начал выступать за молодёжную команду «Манчестер Юнайтед». В день своего 17-летия 29 марта 1960 года подписал свой первый профессиональный контракт. 21 января 1961 года дебютировал в основном составе «Манчестер Юнайтед» в матче Первого дивизиона против «Лестер Сити», пропустив шесть мячей в свои ворота. В том же сезоне провёл за команду ещё два матча в Кубке Англии против «Шеффилд Уэнсдей», пропустив во втором из них семь мячей. В сезоне 1961/62 провёл за «Юнайтед» ещё 8 матчей. Проиграв конкуренцию за место в воротах англичанину Дэвиду Гаскеллу и другому североирландцу Гарри Греггу, после апреля 1962 года Бриггз не появлялся в основном составе «Манчестер Юнайтед», выступая только за резервистов, а в мае 1964 года покинул клуб, став игроком «Суонси Таун».
В составе валлийского клуба Бриггз провёл один сезон, сыграв в 27 матчах Второго дивизиона. В 1965 году стал игроком клуба «Бристоль Роверс», за который выступал ещё три сезона. Впоследствии играл за «Фрум Таун», выступавший в Западной футбольной лиге. После серьёзной травмы руки, полученной после столкновения с одноклубником, завершил карьеру игрока.

## Карьера в сборной
В 1958 году провёл три матча за школьную сборную Северной Ирландии.
В феврале 1962 года сыграл два матча за сборную Северной Ирландии до 23 лет. В том же году состоялся его дебют за главную сборную страны: 11 апреля 1962 года он пропустил четыре мяча в матче против сборной Уэльса на «Ниниан Парк» в Кардиффе. 7 апреля 1965 года провёл свой второй матч за сборную: это была игра отборочного турнира к чемпионату мира 1966 года против сборной Нидерландов.

## Личная жизнь
После завершения карьеры футболиста Бриггз поселился в Бристоле и работал там в сфере страхования, строительства и безопасности. В декабре 2007 года ему был поставлен диагноз неоперабельного рака лёгкого. 28 августа 2008 года Ронни Бриггз умер в Хосписе святого Петра в Бристоле.

## Статистика выступлений
| Клуб              | Сезон            | Лига | Лига | Кубки | Кубки | Итого | Итого |
| Клуб              | Сезон            | Игры | Голы | Игры  | Голы  | Игры  | Голы  |
| ----------------- | ---------------- | ---- | ---- | ----- | ----- | ----- | ----- |
| Манчестер Юнайтед | 1960/61          | 1    | 0    | 2     | 0     | 3     | 0     |
| Манчестер Юнайтед | 1961/62          | 8    | 0    | 0     | 0     | 8     | 0     |
| Манчестер Юнайтед | Итого            | 9    | 0    | 2     | 0     | 11    | 0     |
| Суонси Таун       | 1964/65          | 27   | 0    | 8     | 0     | 35    | 0     |
| Суонси Таун       | Итого            | 27   | 0    | 8     | 0     | 35    | 0     |
| Бристоль Роверс   | 1965/66          | 3    | 0    | 3     | 0     | 4     | 0     |
| Бристоль Роверс   | 1966/67          | 9    | 0    | 0     | 0     | 9     | 1     |
| Бристоль Роверс   | 1967/68          | 23   | 0    | 1     | 0     | 24    | 0     |
| Бристоль Роверс   | Итого            | 35   | 0    | 2     | 0     | 37    | 0     |
| Всего за карьеру  | Всего за карьеру | 71   | 0    | 12    | 0     | 83    | 0     |